# Belén de los Andaquíes
Belén de los Andaquíes es un municipio localizado en el Departamento del Caquetá al sur de Colombia. Se encuentra en la Zona de transición Andino-Amazónica. en este municipio Se desprende la cordillera Oriental de los Andes Colombianos del Macizo Colombiano. Entre sus paisajes se encuentran el de montaña, piedemonte, lomeríos y valles. Su cabecera municipal se encuentra localizada sobre las coordenadas 1°24′59″ latitud Norte y 75°52′21″ .a una altitud de 310 m s. n. m.
Reconocido y declarado como Municipio Verde y Protector del Agua, mediante ordenanza departamental N.º 028 del 24 de noviembre de 2013.

## Límites
Sus límites se encuentran establecidos  de la siguiente manera:
Este: En el Departamento de Caquetá con los municipios de: Florencia en 35 km, Decreto Nacional n.º 2335 del 9/09/1953, Morelia en 45 km Ordenanza n.º 03 12/11/1985.
Sur: Con Valparaíso en 27 km Ordenanza n.º 03 de 12/11/1985.
Oeste: Con Albania en 44 km Ordenanza n.º 03 del 12/11/1985, San José del Fragua en 47 km Ordenanza n.º 12 del 17/12/1999. 
Norte: en el Departamento del Huila Ley n.º 78 de 15/12/1981, con Municipio de Acevedo en 43 km y Suaza en 7 km.

## Reseña histórica
El 17 de febrero de 1917, el misionero Capuchino Fray Jacinto María de Quito fundó Belén de los Andaquíes. El nombre de "Belén" exalta el aspecto religioso y "de los Andaquíes" en honor a los indígenas que ocuparon el territorio. Territorio ancestral de la cultura Andaki. En la actualidad se encuentran restos del material lítico (hachas de piedra), en las veredas La Quisaya, Los Ángeles, Bellavista, Alto Sarabando. y a través de relatos históricos documentados se recuperan algunos nombres de su etnia Andaki como: Tonavirí (Jefe de los Andakies), Ultaró y Ayakuná. 
Los indígenas Andakíes ocuparon el territorio, ubicándose en la zona montañosa media del municipio. Se encontraban en transición del nomadismo al sedentarismo; sus actividades eran la agricultura, la cacería y la pesca. De igual forma, se encontraban dispersos en pequeños clanes a lo largo y ancho del territorio. Con la extracción del Canelo de los Andaquies (Mespilodaphne quixos) árbol insignia del municipio, la quina y el caucho, a mediados del siglo XVIII, su población fue diezmada.
Inicialmente el territorio estaba localizado al sur occidente del departamento hasta el límite con el Putumayo y lo conformaban el municipio de Curillo, San José del Fragua, Albania. El siglo pasado se fueron desagregando, hecho que cambia no solamente sus límites y cifras de población, sino también su dinámica social y económica.
Para ubicar la cabecera municipal fueron taladas 40 hectáreas de bosque. Se instalaron la capilla y el convento, se trazaron las calles y se dividieron en lotes, desarrollando las primeras construcciones urbanas. Hacia 1920 el municipio contaba con 1000 colonos los cuales se movilizaban por la trocha que conduce hacia Acevedo y que aún es la vía de penetración por la zona alta del municipio.
Para proteger la soberanía nacional, durante el conflicto colombo-peruano, el Estado se vio obligado a desplazar tropas al municipio, razón por la que muchos de los combatientes, al terminar los enfrentamientos, decidieron quedarse.
Hacia el siglo XX y como efecto de la violencia política se da un nuevo proceso colonizador. Los nuevos colonos provenían de la zona rural de la parte andina y llegaron al municipio sin medios de subsistencia, por lo que lograron sobrevivir con la fuerza de trabajo brindada a los colonos existentes.
A través del INCORA se adelantaron programas para que los desposeídos de tierras migraran al Caquetá, donde se les entregaría parcelas y se les subsidiarían insumos mientras iniciaban la producción.

## División Político-Administrativa
La Cabecera municipal está dividida en 12 barrios: Andaki, Caja Agraria, Cincuentenari, Ciudad Modelo, Coliseo, El Jardín , Las Brisas, Palonegro, Santa Teresa, El Ventilador, Villa del Río, Villa Yoli y en proceso Bella vista 
Belén de los Andaquíes tiene bajo su jurisdicción los siguientes Centros poblados:

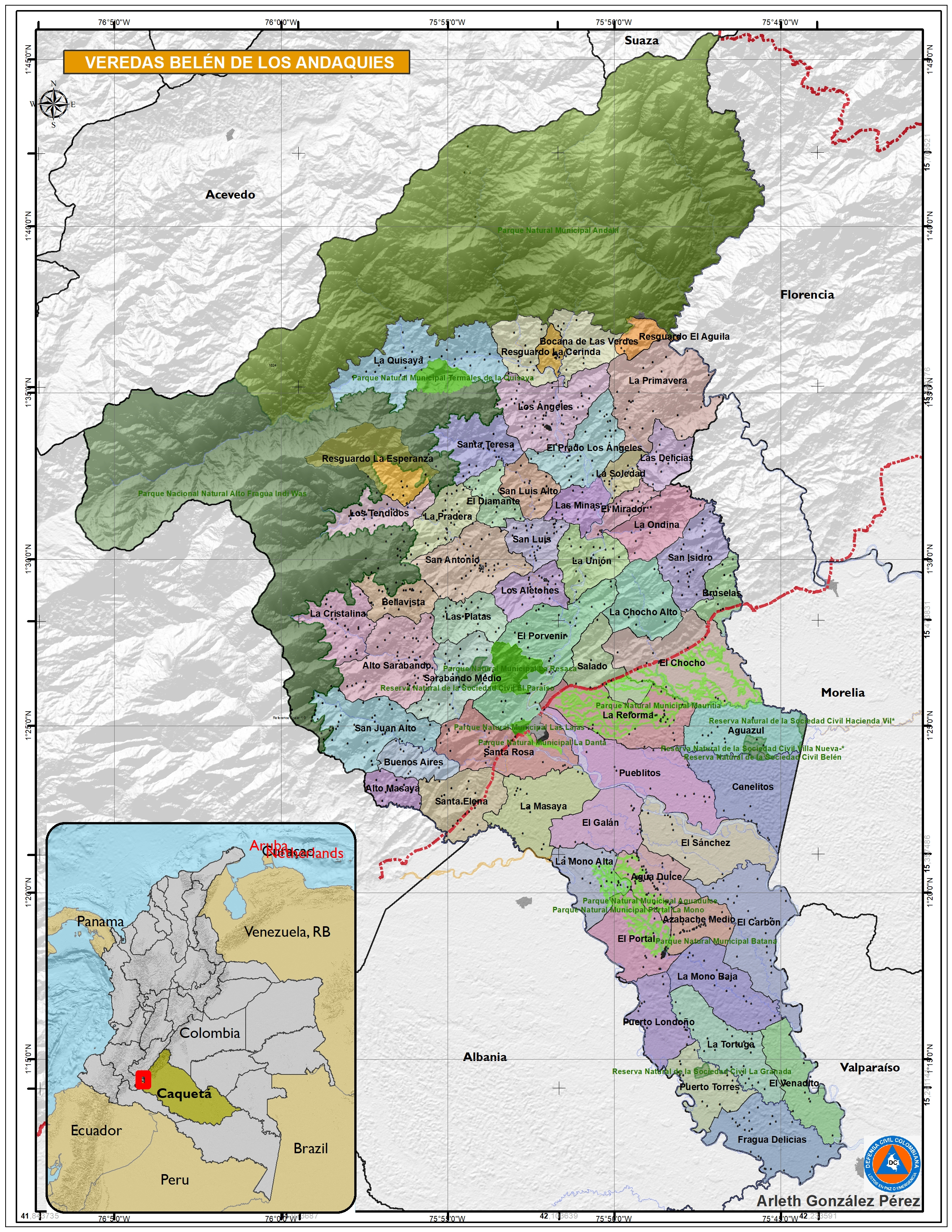
Veredas de Belén de los Andaquíes

- Aletones
- El Portal La Mono
- Pueblo Nuevo Los Ángeles
- Puerto Torres
- San Antonio de Padua

### Veredas
Belén de los Andaquíes esta subdivido en las veredas: 
Quisaya, Los Tendidos, Alto San Isidro, Puerto Londoño, Bocana Las Verdes, La Pradera, Bruselas, Santa Teresa, La Chocho Alto, Tortuga estrella, Bellavista, El Chocho, Fragua Delicias, El Prado, El Salado, El Venadito, La Primavera
|El Porvenir
|La Reforma, El Diamante
|Cristalina
|Agua azul
|-
|San Luis
|Alto Sarabando
|Pueblitos
|-
|San Luis Alto
|Sarabando Medio
|Bajo Pueblitos
|-
|Las Minas
|La Estrella
|El Galán
|-
|La Unión
|San Juan Alto
|El Sánchez
|-
|La Soledad
|Las Platas
|Agua Dulce
|-
|Mirador
|Santa Rosa
|Azabache
|-
|Las Delicias
|Alto Masaya
|Mono Alta
|-
|La Ondina
|Santa Elena
|El Portal La Mono
|-
|Ventanas
|El Carbón
|La Mono Baja.

#### Resguardos Indígenas
Actualmente en parte de estos territorios encontramos las etnias de los Embera Katios, en el resguardo indígena La Cerinda, Nasa en el resguardo indígena La Esperanza, y los Misak del resguardo el Águila

## Economía
Sistemas productivos (Plátano (Musa paradisiaca, Musa ABB), Yuca (Manihot esculenta) ,Caña, Píldoro (Musa acuminata),Cacao, Caucho (Hevea brasiliensis),  y Piscícola). 
Representado por gremios productivos  (ASPROBELEN- Asociación de productores alternativos- (Cultivo de cacao en las veredas Sarabando Medio, San Isidro, San Luis, Aletones, en la planicie: aguadulce, Venadito, Tortuga), cuentan con 33 asociados en promedio 1 ha por asociado. GANADEROS, Se focalizan en la planicie implementando 1 ha por cabeza de ganado, ordeñando de 3- 8 litros de leche, para pequeños productores tienen de 1-3 vacas. CUPIBEL- piscicultores. 40 asociados, especies de arawana, cachama, sábalo, Bocachico, cucha domesaya, cucha puntos naranja, micuro y oscares. Para 1000 peces gastan en promedio 18 bultos de concentrado se concentran en la vereda El Chocho. Porcicultores. 20 socios. ASOPROBEN –Asociación de especies menores) 105 socios, trabajan con gallinas (huevos) y cerdos (carne), en las veredas Fragua delicias, La reforma, Aguadulce, Mono Baja. 
La base de la economía la constituye la agricultura y la ganadería. De este municipio se exporta el 90% de la producción de leche que sale del Caquetá. Las clases de ganado existentes en este municipio son: Reedpol, Pardo, Suizo, Holstein, Normando, Cebú y Criollo.
Existe una fábrica procesadora de aceite de palma africana (Elaeis guineensis), llamada secora. como especies promisorias se encuentra la palma de canangucha (Mauritia flexuosa), la cual se extrae concentrado para gallinas, ganado, cerdos. y la palma Asaí (Euterpe precatoria var, precatoria), como suplementos en jugos. La minería está representada en cuarzo, asfalto, cal, carbón, cobre y oro. 

## Aspectos físicos

##### Clima
Clima cálido húmedo.
Precipitación: mínima: 1989 mm/año, máxima: 3675 mm/año. 
Temperatura promedio/año: mínima: 11.8 °C, máxima: 27.8 °C.
Rango altitudinal: de 235 a 2916 m s. n. m.

### Hidrografía
Belén de los Andaquíes se encuentra localizado sobre el área hidrográfica del Amazonas, zona hidrográfica del Caquetá, en la Subzona hidrográfica del Pescado, una tercera parte del territorio hace parte de la zona hidrográfica del.  La hidrografía municipal se encuentra divida entre las cuencas de los Río Pescado, Río Bodoquero, y Fragua Chorroso, siendo la primera la de mayor predominancia en el municipio con una extensión de 85.973 hectáreas, es decir el 72 % de todo el territorio municipal, mientras que el área de captación del Río Bodoquero representa tan solo el 22 %, con un área de 25.987 hectáreas y Fragua Chorroso 6, 854 hectáreas 6%.  su drenajes abarcan un área aproximada de 1112,6 hectáreas, es decir el 1 % del territorio municipal.
Su principal cuenca es el Río Pescado nace en la cordillera Oriental y recorre hasta su desembocadura 144 kilómetros de largo. Tiene como afluentes importantes los ríos Sarabando (29 km), San Juan (18 km). Río Bodoquerito (23 km), Río San Luis (17 km). Entre las Quebradas más importantes en el sector del piedemonte se destacan La Quisaya, Las Verdes, La Cerinda, La Cedro, La Perico, La Serrano, La Soledad, El Quebradon, La Génova, La Resaca y en el sector planicie: Agua Caliente, La Masaya, La Chocho, La Morocoya, Aguazul, La Poporo, La Mico, La Ceiba, Azabache, La Mono y la Tortuga. 
| Área Hidrográfica | Zona Hidrográfica | Subzona Hidrográfica | Cuenca Hidrográfica | Microcuenca Hidrográfica |
| Amazonas          | Caquetá           | Río Pescado          | Río Pescado         | Río Bodoquerito          |
| Amazonas          | Caquetá           | Río Pescado          | Río Pescado         | Río San Luis             |
| Amazonas          | Caquetá           | Río Pescado          | Río Pescado         | Río Sarabando            |
| Amazonas          | Caquetá           | Río Pescado          | Río Pescado         | Río San Juan             |
| Amazonas          | Caquetá           | Río Pescado          | Río Fragua Chorroso |                          |
| Amazonas          | Caquetá           | Río Orteguaza        | Río Bodoquero       | Quebrada Agua Caliente.  |

## Aspectos bióticos

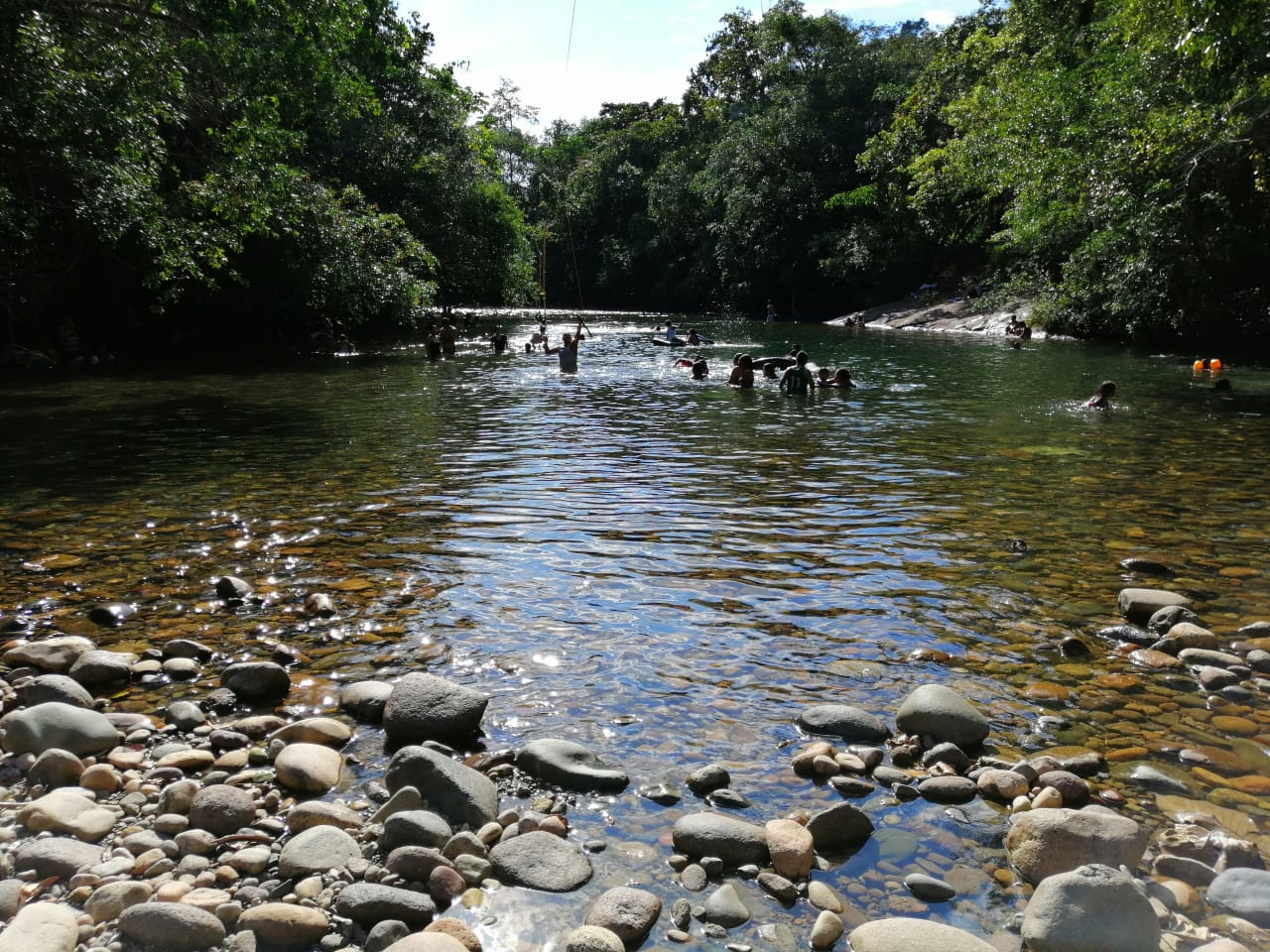
Macondo, Río Sarabando, Belén de los Andaquíes

#### SISTEMA MUNICIPAL DE AREAS PROTEGIDAS-SIMAP: (DETERMINANTES AMBIENTALES).

##### 1. Áreas protegidas
´- Parque Nacional Natural Alto Fragua Indi Wasi (0198 de 25 de febrero de 2002 por el Ministerio de  Ambiente).
- Reserva Natural de la Sociedad Civil. Hacienda Villa Mery,  La Granada, Belén, Villa Nueva- La Esmeralda y El Paraíso

##### 2. Estrategias Complementarias de Conservación
-Distrito de Conservación de Suelos y Aguas del Caquetá,  acuerdo 020 de 23 de septiembre de 1974.
-Parque  Natural Municipal Andakí (Acuerdo 024 de 26 de mayo de 2009). declarado como OMEC (2021). (RF).
-Parque  Natural Municipal La Resaca (Acuerdo 003 de 3 de marzo de 1995), Las Lajas  (Acuerdo 016 de 4 septiembre  de 1997),  Mauritia (Acuerdo 010 de 9 de junio de 1997).  Termales de la Quisaya (Acuerdo 005 8 marzo  de 1999,  La Danta (Acuerdo 026 de 26 mayo de 2009). Aguadulce (Acuerdo 023 de 26 de mayo de 2009),  La Mono (Acuerdo 023 de 26 de mayo de 2009).), Batana.(Acuerdo 023 de 26 de mayo de 2009).

##### 3. Áreas de Especial Importancia Ecosistémica recurso hídrico.
- Humedales
- Faja Paralela:  protección de la ronda hídrica con un ancho mínimo de 10 metros al lado y lado de las quebradas cuando el ancho de su cause es menor de 3 metros, quebradas de 3 a 5 metros se dejan 15 metros de ronda hídrica y para ríos de 5 a 10 metros de ancho del cause se dejan 20 metros en la ronda hídrica. mayores de 10 metros de ancho del cause se dejan 30 metros de la ronda hídrica.
- Áreas de Importancia Estratégica: (bocatomas de los centros poblados). de La Resaca, río Sarabando, Los Ángeles, San Antonio y Aletones.

### Flora

#### Dentro de las especies amenazadas se encuentran el Canelo de los Andaquíes (Ocotea odorifera), cedro(Cedrela odorata),comino real(Aniba perutilis). dentro de las especies más utilizadas por la comunidad se encuentran elachapo(Cedrelinga cateniformis) y elahumado negro(Minquartia guianensis).

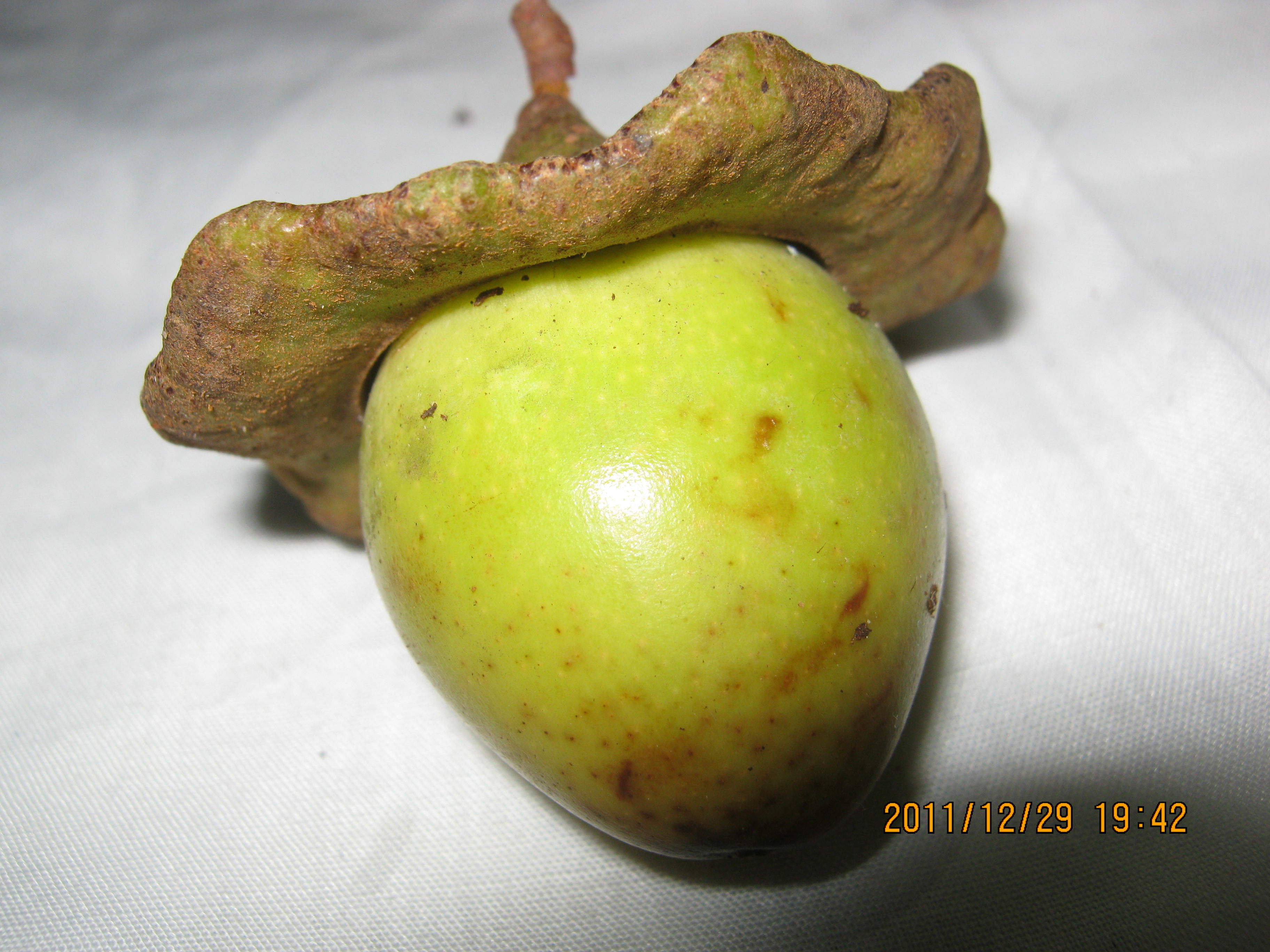
Semilla de Canelo de los Andaquíes (Ocotea odorifera)

La cobertura vegetal 70.000 hectáreas se encuentran en bosque natural equivalente al 59% del territorio municipal, de estas 17.693 ha, tienen figura de parque nacional natural, 28.767 ha con figuras de Parque Municipal Natural y 23.540 ha se encuentran representadas en relictos de predios privados con y sin escriturta pública. En cuanto a nuestra intervención antropica de las 118.855 ha hemos ocupado 48.855 ha, que equivalen al 41% con explotaciones agropecuarias, vías y urbanismo.

### Fauna
Dentro de las especies amenazadas se encuentran: El mico Churuco (Lagothrix lugens), El Oso de anteojos (Tremarctos ornatus), La Danta (Tapirus terrestris), La Paramuna (Dinomys branickii), El manaos (Tayassu pecari), Mico Volador (Pithecia monachus milleri), entre las aves se destaca la Gallineta negra (Tinamus osgoodi), El Tucán garganta blanca (Ramphastos tucanus), Guacamaya (Ara militaris), ranas (Hyloscirtus torrenticola), (Hypodactylus dolops), salamandra (Bolitoglossa palmata), mariposa (Prepona praeneste). A nivel íctico se encuentra Bagre  chontaduro (Zungaro zungaro), y el pintadillo rayado (Pseudoplatystoma punctifer). recientemente se realizó una expedición biológica al territorio donde se reportaron 47 especies nuevas para la ciencia (Sinchi-Fundación Tierra Viva.).

#### Mamíferos terrestres
Existen 69 especies de mamíferos terrestres; una en peligro crítico, seis en categoría vulnerable, y dos en categoría casi amenaza, la mayoría de especies de felinos existentes en Colombia desde el tigre, puma, tigrillos y la presencia del oso de anteojos que buscan refugio en nuestras áreas protegidas, Belén de los Andaquíes municipio Verde y Protector del Agua.
Nombre Científico ORDEN FAMILIA Nombre común
1 Ateles Belzebuth PRIMATES Atelidae Marinba En Peligro
2 Tapirus Terrestris Colombianus PERISODÁCTILA Tapiridae Danta Vulnerable
3 Lagothrix Lagothricha Lugens PRIMATES Atelidae Mico Churuco Vulnerable
4 Pithecia Milleri PRIMATES Pitheciidae Mico Volador Vulnerable
5 Leopardus Tigrinus CARNIVORA Felidae Tigrillo Vulnerable
6 Tremarctos Ornatus CARNIVORA Ursidae Oso De Anteojos Vulnerable
7 Lontra Longicaudis CARNIVORA Mustelidae Nutria Vulnerable
8 Panthera Onca CARNIVORA Felidae Tigre Mariposo Casi Amenazado
9 Speothos Venaticus CARNIVORA Canidae Perrito Venadero Casi Amenazado
10 Puma Concolor CARNIVORA Felidae Puma
11 Leopardus Pardalis CARNIVORA Felidae Tigrillo
12 Leopardus Wiedii CARNIVORA Felidae Tigrillo
13 Herpailurus Yagouaroundi CARNIVORA Felidae Zorro Gato
14 Cerdocyon Thous CARNIVORA Canidae Zorro Perro
15 Eira Barbara CARNIVORA Mustelidae Zorro Platanero
16 Mustela Frenata CARNIVORA Mustelidae Nutria Pequeña
17 Potos Flavus CARNIVORA Procyonidae Perro De Monte
18 Bassaricyon Alleni CARNIVORA Procyonidae Perrilla
19 Nasua Nasua CARNIVORA Procyonidae Cusumbe Solino
20 Nasuella Olivacea CARNIVORA Procyonidae Cusumbe Mocoso
21 Procyon Cancrivorus CARNIVORA Procyonidae Patebanco
22 Mazama Americana CETARTIODACTYLA Cervidae Venado Colorado
23 Mazama Rufina CETARTIODACTYLA Cervidae Venado Chonto
24 Pecari Tajacu CETARTIODACTYLA Tayassuidae Cerrillo
25 Dasypus Kappleri CINGULATA Dasypodidae Armadillo Espuelón
26 Dasypus Novemcinctus CINGULATA Dasypodidae Armadillo Común
27 Cabassous Unicinctus CINGULATA Dasypodidae Armadillo Cola De Trapo
28 Caluromys Lanatus DIDELPHIMORPHIA Caluromyidae Chucha Mantequera
29 Chironectes Minimus DIDELPHIMORPHIA Didelphidae Ratón De Agua
30 Didelphis Marsupialis DIDELPHIMORPHIA Didelphidae Chucha Común
31 Marmosa Lepida DIDELPHIMORPHIA Didelphidae
32 Marmosa Regina DIDELPHIMORPHIA Didelphidae
33 Metachirus Nudicaudatus DIDELPHIMORPHIA Didelphidae
34 Monodelphis Adusta DIDELPHIMORPHIA Didelphidae
35 Cryptotis Squamipes EULIPOTYPHLA Soricidae
36 Caenolestes Fuliginosus PAUCITUBERCULATA Caenolestidae
37 Bradypus Variegatus PILOSA Bradypodidae
38 Choloepus Didactylus PILOSA Megalonychidae Chaño
39 Tamandua Tetradactyla PILOSA Myrmecophagidae Oso Hormiguero
40 Cebus Apella PRIMATES Cebidae Mico Maicero
41 Aotus Vociferans PRIMATES Aotidae Tutamono
42 Alouatta Seniculus PRIMATES Atelidae Monobombo
43 Saimiri Sciureus Macrodon PRIMATES Atelidae Mico Chichico
44 Dinomys Branickii RODENTIA Dinomyidae Paramuna
45 Cuniculus Paca RODENTIA Cuniculidae Boruga
46 Myoprocta Pratti RODENTIA Dasyproctidae Viraño
47 Dasyprocta Fuliginosa RODENTIA Dasyproctidae Guara
48 Coendou Bicolor RODENTIA Erethizontidae Puerco Espín
49 Coendou Prehensilis RODENTIA Erethizontidae Puerco Espín
50 Coendou Quichua RODENTIA Erethizontidae
51 Coendou Rufescens RODENTIA Erethizontidae
52 Necromys Punctulatus RODENTIA Cricetidae
53 Euryoryzomys Macconnelli RODENTIA Cricetidae
54 Handleyomys Alfaroi RODENTIA Cricetidae
55 Nephelomys Albigularis RODENTIA Cricetidae
56 Oecomys Concolor RODENTIA Cricetidae
57 Oecomys Superans RODENTIA Cricetidae
58 Oecomys Trinitatis RODENTIA Cricetidae
59 Oligoryzomys Fulvescens RODENTIA Cricetidae
60 Rhipidomys Latimanus RODENTIA Cricetidae
61 Rhipidomys Leucodactylus RODENTIA Cricetidae
62 Thomasomys Aureus RODENTIA Cricetidae
63 Dactylomys Dactylinus RODENTIA Echimyidae
64 Proechimys Brevicauda RODENTIA Echimyidae
65 Mus Musculus RODENTIA Muridae
66 Sciurus Pucheranii RODENTIA Sciuridae
67 Microsciurus Flaviventer RODENTIA Sciuridae Ardita
68 Sciurus Spadiceus RODENTIA Sciuridae Ardilla Cola Roja
69 Sciurillus pusillus RODENTIA SCIURIDAE

#### Serpientes y lagartos
Existen 75 especies de serpientes, distribuidas en siete familias:
Venenosas VIPERIDAE (4), ELAPIDAE (7),
No Venenosas 65:  (BOIDAE (5), COLUBRIDAE (20), DIPSADIDAE (37), ANILIIDAE (1), LEPTOTYPHLOPIDAE (1),
Su hábitat está en nuestras áreas protegidas, Belén de los Andaquíes municipio Verde y Protector del Agua, (controladoras de plagas y roedores).

##### Serpientes
Nombre científico Familia Nombre común
1 Bothrocophias hyoprora VIPERIDAE Vivora sapa
2 Bothrocophias microphthalmus VIPERIDAE Vivora
3 Bothrops atrox VIPERIDAE Talla X
4 Lachesis muta VIPERIDAE Verrugoso
5 Micrurus hemprichii ELAPIDAE Coral
6 Micrurus langsdorffi ELAPIDAE Coral
7 Micrurus lemniscatus ELAPIDAE Coral
8 Micrurus obscurus ELAPIDAE Coral
9 Micrurus ornatissimus ELAPIDAE Coral
10 Micrurus scutiventris ELAPIDAE Coral
11 Micrurus surinamensis ELAPIDAE Coral
12 Boa constrictor BOIDAE Guio perdicero
13 Corallus batesii BOIDAE Guio
14 Corallus hortulanus BOIDAE Guio
15 Epicrates cenchria BOIDAE Guio arcoíris
16 Eunectes murinus BOIDAE Guio anaconda
17 Chironius exoletus COLUBRIDAE No venenosas
18 Chironius fuscus COLUBRIDAE No venenosas
19 Chironius monticola COLUBRIDAE No venenosas
20 Chironius multiventris COLUBRIDAE No venenosas
21 Chironius scurrulus COLUBRIDAE No venenosas
22 Dendrophidion dendrophis COLUBRIDAE No venenosas
23 Drymarchon corais COLUBRIDAE No venenosas
24 Drymobius rhombifer COLUBRIDAE No venenosas
25 Drymoluber dichrous COLUBRIDAE No venenosas
26 Leptophis ahaetulla COLUBRIDAE No venenosas
27 Leptophis cupreus COLUBRIDAE No venenosas
28 Mastigodryas boddaerti COLUBRIDAE No venenosas
29 Mastigodryas pleei COLUBRIDAE No venenosas
30 Oxybelis aeneus COLUBRIDAE No venenosas
31 Oxybelis fulgidus COLUBRIDAE No venenosas
32 Phrynonax polylepis COLUBRIDAE No venenosas
33 Rhinobothryum lentiginosum COLUBRIDAE No venenosas
34 Spilotes pullatus COLUBRIDAE Toche
35 Spilotes sulphureus COLUBRIDAE No venenosas
36 Tantilla melanocephala COLUBRIDAE No venenosas
37 Apostolepis niceforoi DD DIPSADIDAE No venenosas
38 Atractus elaps DIPSADIDAE No venenosas
39 Atractus major DIPSADIDAE No venenosas
40 Atractus snethlageae DIPSADIDAE No venenosas
41 Clelia clelia DIPSADIDAE Cazadora
42 Dipsas catesbyi DIPSADIDAE No venenosas
43 Dipsas indica DIPSADIDAE No venenosas
44 Dipsas peruana DIPSADIDAE No venenosas
45 Erythrolamprus aesculapii DIPSADIDAE No venenosas
46 Erythrolamprus bizona DIPSADIDAE No venenosas
47 Erythrolamprus epinephelus DIPSADIDAE No venenosas
48 Erythrolamprus melanotus DIPSADIDAE No venenosas
49 Erythrolamprus miliaris DIPSADIDAE No venenosas
50 Erythrolamprus reginae DIPSADIDAE No venenosas
51 Erythrolamprus typhlus DIPSADIDAE No venenosas
52 Helicops angulatus DIPSADIDAE No venenosas
53 Helicops hagmanni DIPSADIDAE No venenosas
54 Helicops pastazae DIPSADIDAE No venenosas
55 Hydrops martii DIPSADIDAE No venenosas
56 Hydrops triangularis DIPSADIDAE No venenosas
57 Imantodes cenchoa DIPSADIDAE No venenosas
58 Imantodes lentiferus DIPSADIDAE No venenosas
59 Leptodeira annulata DIPSADIDAE No venenosas
60 Ninia hudsoni DIPSADIDAE No venenosas
61 Oxyrhopus melanogenys DIPSADIDAE No venenosas
62 Oxyrhopus occipitalis DIPSADIDAE No venenosas
63 Oxyrhopus petolarius DIPSADIDAE No venenosas
64 Oxyrhopus vanidicus DIPSADIDAE No venenosas
65 Philodryas argentea DIPSADIDAE No venenosas
66 Philodryas viridissima DIPSADIDAE No venenosas
67 Pseudoboa coronata DIPSADIDAE No venenosas
68 Pseudoeryx plicatilis DIPSADIDAE No venenosas
69 Siphlophis cervinus DIPSADIDAE No venenosas
70 Siphlophis compressus DIPSADIDAE No venenosas
71 Xenodon rabdocephalus DIPSADIDAE No venenosas
72 Xenodon severus DIPSADIDAE No venenosas
73 Xenopholis scalaris DIPSADIDAE No venenosas
74 Anilius scytale ANILIIDAE No venenosas
75 Trilepida macrolepis LEPTOTYPHLOPIDAE
Existe 25 especies de lagartos entre ellas las ciegas o mal llamadas pudridoras (AMPHISBAENIDAE).

##### Lagartos
1 Amphisbaena fuliginosa AMPHISBAENIDAE Ciegas mal llamadas pudridoras
2 Amphisbaena alba AMPHISBAENIDAE Ciegas mal llamadas pudridoras
3 Iguana iguana IGUANIDAE iguana
4 Anolis auratus DACTYLOIDAE lagarto
5 Anolis fuscoauratus DACTYLOIDAE lagarto
6 Anolis scypheus DACTYLOIDAE lagarto
7 Cercosaura argulus GYMNOPHTHALMIDAE lagarto
8 Pholidobolus vertebralis GYMNOPHTHALMIDAE lagarto
9 Potamites ecpleopus GYMNOPHTHALMIDAE lagarto
10 Ptychoglossus brevifrontalis GYMNOPHTHALMIDAE lagarto
11 Enyalioides laticeps HOPLOCERCIDAE lagarto
12 Enyalioides microlepis HOPLOCERCIDAE lagarto
13 Enyalioides praestabilis HOPLOCERCIDAE lagarto
14 Plica plica TROPIDURIDAE lagarto
15 Plica umbra TROPIDURIDAE lagarto
16 Uracentron azureum TROPIDURIDAE lagarto
17 Uracentron flaviceps TROPIDURIDAE lagarto
18 Ameiva ameiva TEIIDAE lagarto
19 Cnemidophorus lemniscatus TEIIDAE lagarto
20 Tupinambis teguixin TEIIDAE lagarto
21 Thecadactylus solimoensis PHYLLODACTYLIDAE lagarto
22 Polychrus marmoratus POLYCHROTIDAE lagarto
23 Varzea altamazonica SCINCIDAE Lagarto
24 Pseudogonatodes guianensis SPHAERODACTYLIDAE lagarto
25 Hemidactylus angulatus GEKKONIDAE lagarto

##### Ranas
Existen 65 especies de ranas; cuatro en categoría vulnerable, tres en peligro y cuatro en categoría casi amenazadas, protegidas en nuestros Parques Municipales Naturales, Belén de los Andaquíes municipio Verde y Protector del Agua
Nombre científico familia categoría
1 Hyloscirtus torrenticola HYLIDAE Vulnerable
2 Niceforonia dolops CRAUGASTORIDAE Vulnerable
3 Pristimantis tamsitti CRAUGASTORIDAE Vulnerable
4 Strabomantis cornutus CRAUGASTORIDAE Vulnerable
5 Callimedusa perinesos PHYLLOMEDUSIDAE En Peligro
6 Centrolene medemi CENTROLENIDAE En Peligro
7 Pristimantis corniger CRAUGASTORIDAE En Peligro
8 Hemiphractus bubalus HEMIPHRACTIDAE Casi amenazada
9 Niceforonia elassodiscus CRAUGASTORIDAE Casi amenazada
10 Pristimantis limoncochensis CRAUGASTORIDAE Casi amenaza
11 Pristimantis petersi CRAUGASTORIDAE Casi amenazada
12 Adenomera andreae LEPTODACTYLIDAE
13 Adenomera hylaedactyla LEPTODACTYLIDAE
14 Agalychnis buckleyi PHYLLOMEDUSIDAE
15 Allobates femoralis AROMOBATIDAE
16 Amazophrynella minuta BUFONIDAE
17 Ameerega hahneli DENDROBATIDAE
18 Boana boans HYLIDAE
19 Boana cinerascens HYLIDAE
20 Boana fasciata HYLIDAE
21 Boana geographica HYLIDAE
22 Boana lanciformis HYLIDAE
23 Boana punctata HYLIDAE
24 Centrolene hybrida CENTROLENIDAE
25 Ceratophrys cornuta CERATOPHRYIDAE
26 Cochranella resplendens CENTROLENIDAE
27 Ctenophryne geayi MICROHYLIDAE
28 Dendropsophus leucophyllatus HYLIDAE
29 Dendropsophus manonegra HYLIDAE
30 Dendropsophus marmoratus HYLIDAE
31 Dendropsophus minutus HYLIDAE
32 Dendropsophus parviceps HYLIDAE
33 Dendropsophus triangulum HYLIDAE
34 Gastrotheca andaquiensis HEMIPHRACTIDAE
35 Gastrotheca weinlandii HEMIPHRACTIDAE
36 Hyalinobatrachium munozorum CENTROLENIDAE
37 Hyloscirtus lindae HYLIDAE
38 Hyloscirtus phyllognathus HYLIDAE
39 Hyloxalus breviquartus DENDROBATIDAE
40 Leptodactylus bolivianus LEPTODACTYLIDAE
41 Leptodactylus leptodactyloides LEPTODACTYLIDAE
42 Leptodactylus mystaceus LEPTODACTYLIDAE
43 Leptodactylus pentadactylus LEPTODACTYLIDAE
44 Leptodactylus wagneri LEPTODACTYLIDAE
45 Lithobates palmipes RANIDAE
46 Lithodytes lineatus LEPTODACTYLIDAE
47 Niceforonia nigrovittata CRAUGASTORIDAE
48 Osteocephalus buckleyi HYLIDAE
49 Osteocephalus planiceps HYLIDAE
50 Osteocephalus verruciger HYLIDAE
51 Phyllomedusa tarsius PHYLLOMEDUSIDAE
52 Pristimantis croceoinguinis CRAUGASTORIDAE
53 Pristimantis epacrus CRAUGASTORIDAE
54 Pristimantis malkini CRAUGASTORIDAE
55 Pristimantis medemi CRAUGASTORIDAE
56 Pristimantis w-nigrum CRAUGASTORIDAE
57 Rhaebo glaberrimus BUFONIDAE
58 Rhaebo guttatus BUFONIDAE
59 Rhinella margaritifera BUFONIDAE
60 Rhinella marina BUFONIDAE
61 Rulyrana flavopunctata CENTROLENIDAE
62 Scinax garbei HYLIDAE
63 Sphaenorhynchus carneus HYLIDAE
64 Synapturanus rabus MICROHYLIDAE
65 Nymphargus nephelophila CENTROLENIDAE

## Instituciones

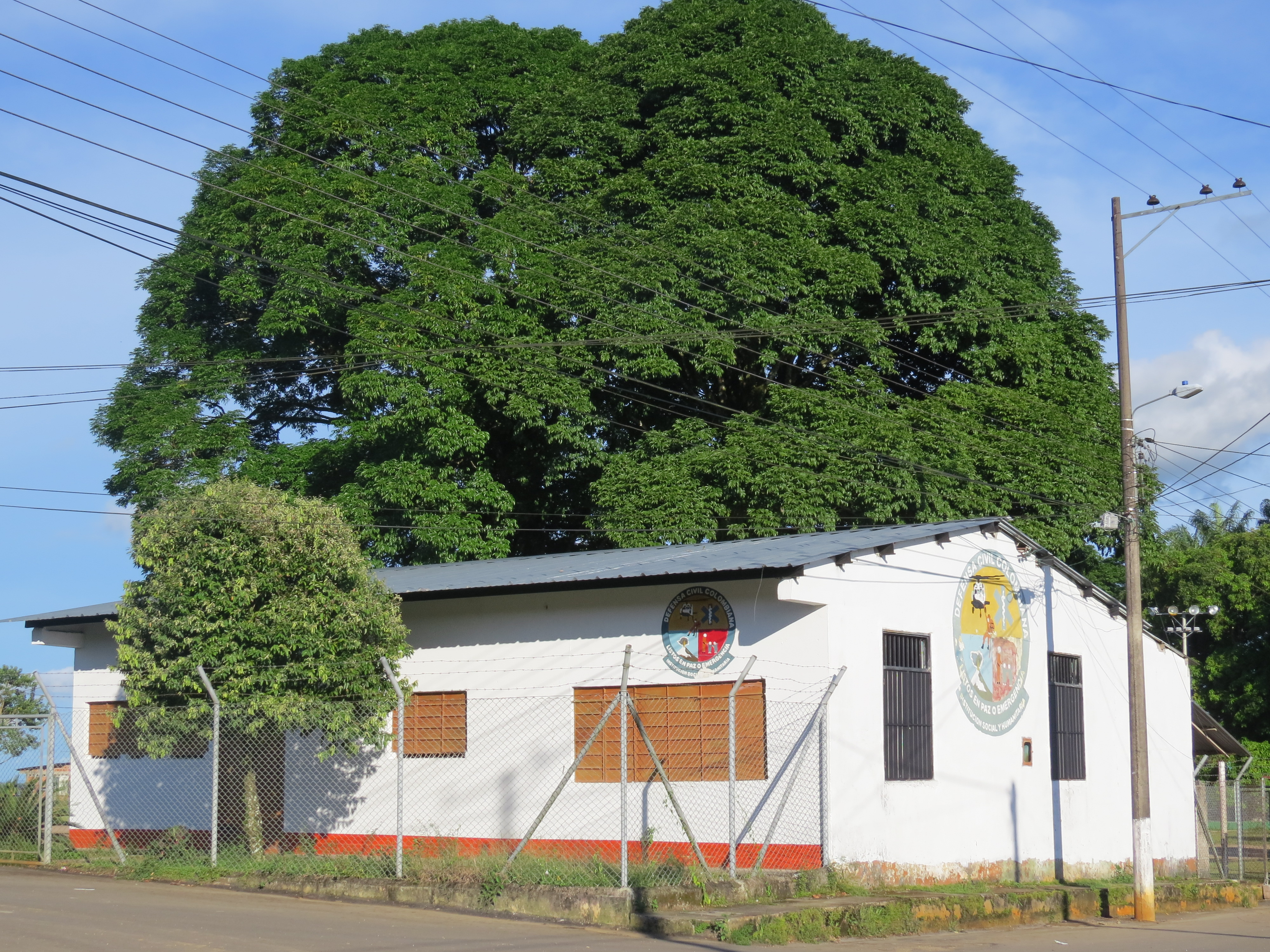
Sede Defensa Civil.

Alcaldía municipal, Concejo Municipal, parque nacional natural Alto Fragua Indi Wasi, Policía Nacional, Ejército Nacional, Bienestar familiar, Juzgado municipal,  Fiscalía, CTI, Instituciones Educativas Agrotécnico Mixto, Gabriela Mistral, San Luis, Portal La Mono. Tránsito y Trasporte, Invias, Notaria, Registraduría, Banco agrario.

### Organizaciones de Base
Defensa Civil, Bomberos, Fundación Tierra Viva, Vicaria del sur, Asocosur. Escuela Audio Visual Infantil, Emisora comunitaria Radio Andaquí, Rutas Andakí, Asojuntas. ESE Rafael Tovar Poveda, Asmed Salud, Aguas Andaki, Tv Andaki, Electro Caquetá.
| Monumento El Último Andakí                            | Montañismo.                        | Cascadas.                                                              |
| Museo Prafa                                           | Camino Andakí                      | Cascada de Santa Teresa                                                |
| Estadero El Eden                                      | Parque Municipal Natural La Resaca | San Juanito                                                            |
| Balsaje río Pescado- charco el cacao                  | Parque Municipal Natural Las Lajas | La Arenosa                                                             |
| Río Sarabando -Macondo                                | Aguas Termales:                    | La Resaca                                                              |
| La finca El Horeb                                     | Termales de la Quisaya             | Santa Elena                                                            |
| Reserva natural y ecoturística Posada de los Andakies | Espeleología:                      | Sarabando medio                                                        |
| Playa Verde                                           | Parque Bosque Las Cabernas         | Anillo vial: El Sanches- Puerto Torres (humedales, aguadulce, La Mono) |
| Piscina Natural El Refugio                            |                                    |                                                                        |

### Gestión de Riesgos en Desastres
Consejo municipal de gestión del riesgo de desastres

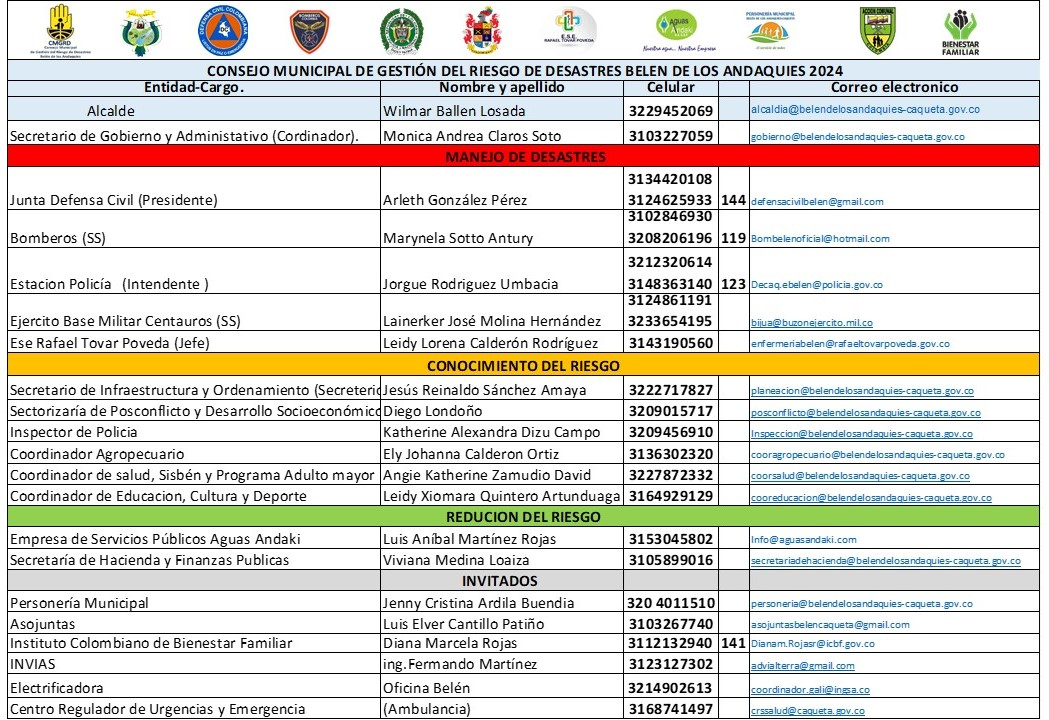

Presencia de fallas geológicas, movimientos en masa, vendavales, inundaciones, incendios forestales, 
El sismo más grande en el departamento del Caquetá, se registró en Belén de los Andaquíes, Caquetá, Colombia con una magnitud de 4.2 el 22 de mayo de 1981 a las 08:26:14 a. m.. Epicentro 1.547°N 75.893°W en límites de la vereda Santa Teresa con la vereda el Diamante sobre la falla geológica falla Las Doradas. 

## Fallas geológicas

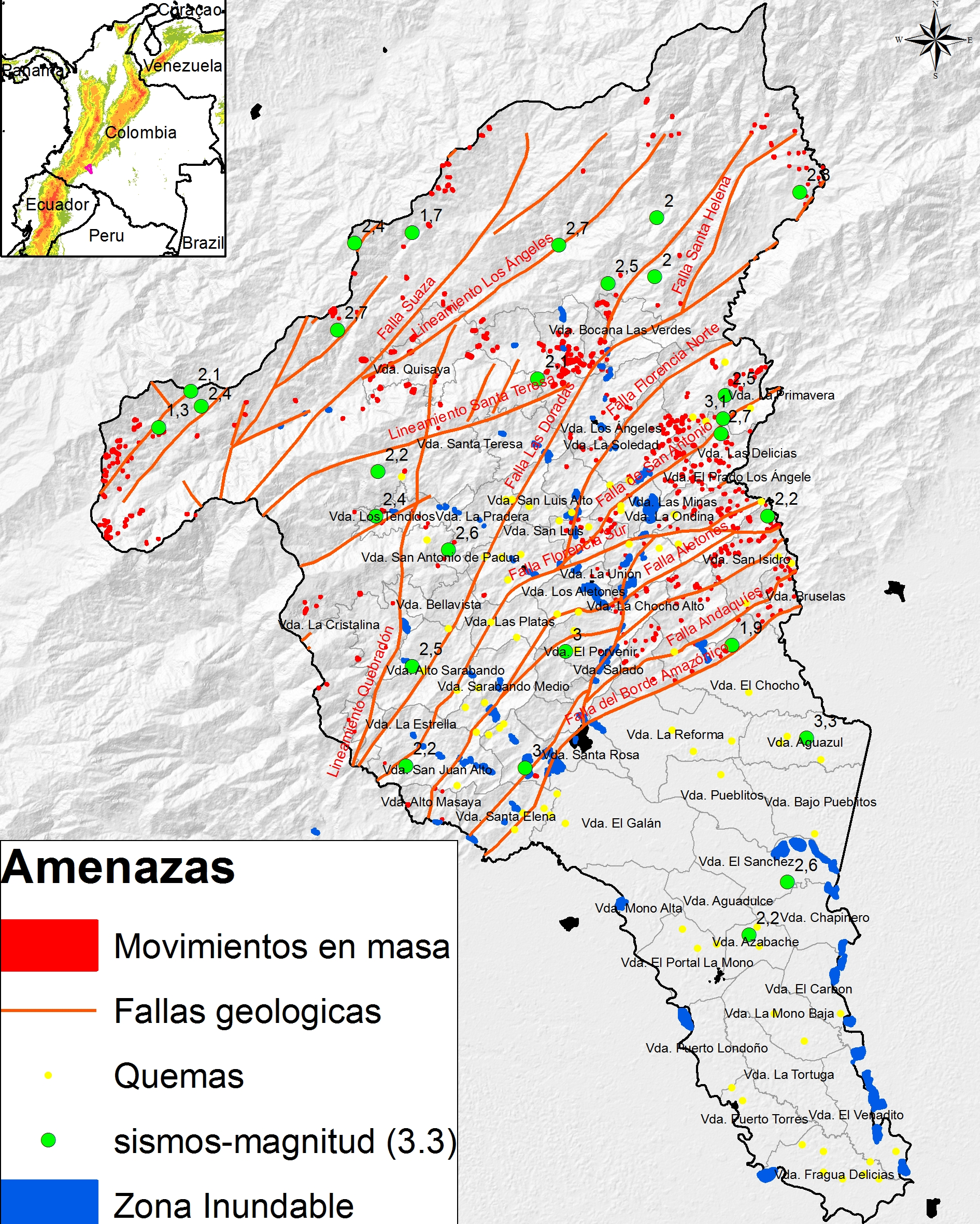
Amenazas de origen natural y antrópico del municipio

La mayoría de las fallas de este cinturón son inversas con componentes dextrales importantes (fallas de deslizamiento oblicuo), la vergencia principal de la zona es hacia el SE, sin embargo, se presentan algunas fallas con vergencia hacia el NW las cuales corresponden a retrocabalgamientos.
Falla del Borde Amazónico, Trasversal a la vía Marginal de la Selva, las veredas Santa Elena, Santa Rosa, Casco urbano de Belén de los Andaquíes, Veredas La Reforma, El Salado, La Chocho y Bruselas. rumbo NE-SW, 
Falla Río Pescado, es una estructura que controla el cauce del Río Pescado con dirección N25E. Es una falla inversa con componente de rumbo dextral de tipo transpresivo, es posterior ya que se desprende de la Falla del Borde Amazónico, En el Casco Urbano, pasando por las veredas Porvenir y La Unión, desplaza las fallas Los Naranjos y Aletones y finaliza contra la Falla Florencia Sur. Se configura también como un retrocabalgamiento.
Falla Andaquíes, se desprende de la Falla del río Pescado, pasando por las veredas El salado, Chocho Alto, San Isidro Y Brúcelas siendo una estructura de retrocabalgamiento de alto ángulo de esta.
Falla Aletones esta falla cruza las veredas Vda. La Unión y Vda. La Ondina controlando el cauce de algunos drenajes; es una falla inversa de alto ángulo con una orientación NE-SW. Esta falla buza hacia el SE y su vergencia es al NW. Se desprende al SW de la falla del Pescado.
Falla San Antonio, se ramifica a partir de la Falla Florencia sur, cerca del cruce que conduce al centro poblado de San Antonio con los Ángeles, pasa por las veredas San Luis, Las Minas, La Soledad, Las Delicias y primavera, hacia el norte se une con la Falla del Borde Amazónico. La Falla es inversa, buza hacia el SE, tiene vergencia al NW. Al norte afecto al Complejo Garzón y hacia el sur pone en contacto a este complejo con rocas cretácicas.
Falla Las Doradas, atraviesa el municipio en la cota 700 m s. n. m. en las Vereda La Estrella, Alto Sarabando, Bellavista, San Antonio, Pradera, Diamante, Santateresa, Los Ángeles, Resguardo La Cerinda y Bocana Las Verdes; es una falla inversa y su trazo tiene una orientación NNE-SSW. 
Falla Suaza, de tipo inverso y bajo ángulo, conforma un cabalgamiento, convergencia al NW, que pone en contacto al Complejo Garzón, al E-SE, con las secuencias volcano-sedimentarias de la Formación Saldaña, al N-NW. De acuerdo con Núñez (2003). Presente en la Vereda La Quisaya y las figuras de conservación del Parque Municipal Natural Andakí y EL PNN Alto Fragua Indi Wasi.
Hasta la fecha no se ha reportado ningún evento sísmico que tenga como epicentro en el casco urbano. (Falla del Borde Amazónico). El 22 de mayo de 1981 para la vereda Santa Teresa, el Servicio Geológico de Estados. Reporta un sismo de 4.2 en la escala de Richter a una profundidad de 43 km.  Y el servicio geológico Colombiano registra un sismo de 3.3 en la vereda Agua Azul.